# Hypospila contortalis
Hypospila contortalis är en fjärilsart som beskrevs av Paul Mabille 1880. Hypospila contortalis ingår i släktet Hypospila och familjen nattflyn. Inga underarter finns listade i Catalogue of Life.